# Superverbreitungsereignis
Als Superverbreitungsereignis (englisch superspreading event) wird in der Infektionsepidemiologie ein plötzliches, „explosives“ Übertragungsereignis bezeichnet, bei dem bestimmte Infizierte, sogenannte Superverbreiter (englisch superspreader), ungewöhnlich viele Folgefälle mit einem bakteriellen oder viralen Krankheitserreger anstecken, während die meisten Infizierten nur wenige oder niemand anderen infizieren. Die Anzahl der von einem Superverbreiter direkt Infizierten liegt somit deutlich über der Basisreproduktionszahl {\displaystyle R_{0}} – der Zahl der im Mittel von einem infizierten Organismus angesteckten Menschen, Tiere oder Pflanzen.

## Ursachen der Neigung zur Superverbreitung
Außergewöhnliche Übertragungsereignisse/ Superverbreitungsereignisse werden durch Überdispersion hervorgerufen. Überdispersion beschreibt das Phänomen einer hohen individuen-spezifischen Variation in der Verteilung der Anzahl der Sekundärübertragungen.

## Zur Superverbreitung neigende Krankheitserreger
Bei einigen Infektionskrankheiten wie Masern oder den durch Coronaviren verursachten Infektionskrankheiten SARS, MERS und COVID-19 ist die Superverbreitung besonders ausgeprägt. James Lloyd-Smith und dessen Kollegen veröffentlichten im Jahr 2005 eine Studie, nach der aus einer Gruppe von mit SARS und Masern infizierten Personen lediglich 20 Prozent für mehr als 80 Prozent der Ansteckung anderer verantwortlich waren. Die meisten infizierten Personen übertragen demnach die Krankheit nicht.
Bei Superverbreitungsereignissen könnten enge Kontakte, lautes Reden oder Singen in Innenräumen zur Ansteckung mit dem Coronavirus SARS-CoV-2 geführt haben. Beispiele für Werte von geschätzten Überdispersionsparametern in der Literatur sind für SARS 0,16 (Lloyd-Smith u. a.), bei MERS 0,25 und bei der als Spanische Grippe bezeichneten Influenza-Pandemie von 1918 etwa 1. Bei COVID-19 wird von einem geschätzten Überdispersionsparameter von etwa 0,1 ausgegangen; also etwa wie bei SARS. Auch bei HIV, Gonorrhoe und Ebolafieber wird oft die 20/80-Regel beobachtet, das heißt, 20 Prozent der Erkrankten verursachen 80 Prozent der Neuansteckungen.

## Vorkommen

Während der SARS-Epidemie 2003 kam es in einem Hotel in Hongkong zu einer Superverbreitung.

Superverbreitungsereignissen sind z. B. Beschäftigte im Gesundheitsbereich ausgesetzt, die mit infizierten Patienten in Kontakt kommen, sich dabei mit Krankheitserregern infizieren und diese ungewollt bei Kontakt an andere Patienten weitergeben.
Zu Superverbreitern können auch Flugbegleiter werden, die sich bei einem infizierten Passagier anstecken und Krankheitserreger an andere Fluggäste weitergeben.
Verschiedene Wissenschaftler sind davon überzeugt, dass das Verständnis der Superverbreitung der Schlüssel zur Verhinderung der Ausbreitung von Epidemien sein kann. Sie gehen davon aus, dass sich Infektionskrankheiten abhängig von der Höhe der Infektionsrate – dem Maß für die Ausbreitung einer Krankheit, gemessen an der Zahl der (Neu-)Infektionen im Verhältnis zur Gesamtpopulation in einem bestimmten Zeitabschnitt – zu Beginn einer Epidemie ausbreiten. Wird bei Ausbruch einer Epidemie darauf geachtet, dass Superverbreitungsereignisse unterbleiben, sinkt die Wahrscheinlichkeit einer weiteren Ausbreitung.

## Historische Beispiele

### „Typhus-Mary“

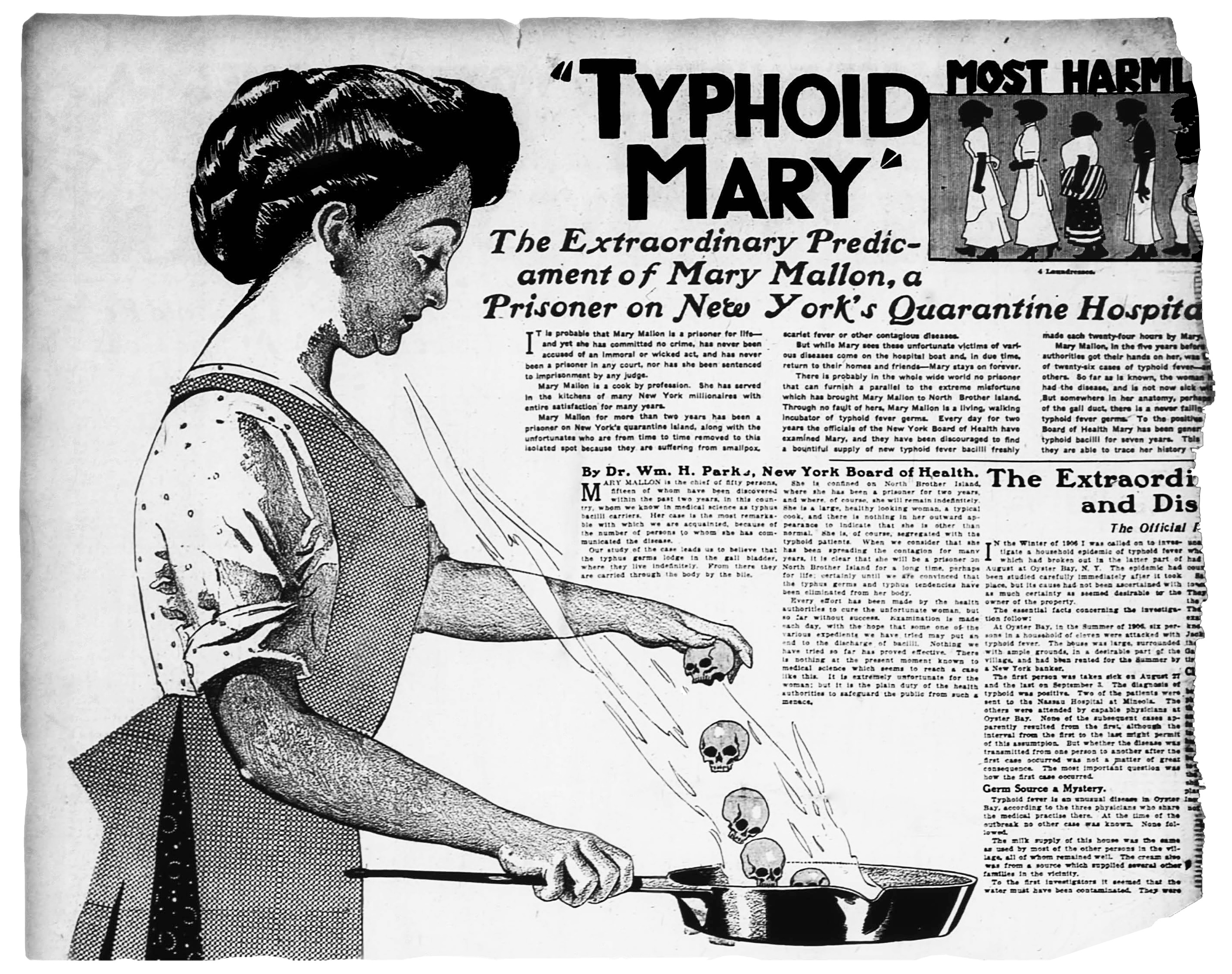
„Typhus-Mary“ in einer Zeitungsillustration von 1909

Ein bekanntes historisches Beispiel für eine Superverbreiterin war Mary Mallon, besser bekannt als „Typhoid Mary“.
Sie war die erste Person in den Vereinigten Staaten, die als Dauerausscheiderin (nicht erkrankte Trägerin von Typhus) identifiziert wurde. Sie arbeitete 1900 bis 1907 als Köchin in New York City und infizierte in dieser Zeit (ohne es zu wissen) 53 Menschen mit Typhus; drei von ihnen starben.

### Beispiele während der COVID-19-Pandemie 2020
Zu Beginn der Ausbreitung von SARS-CoV-2 in Europa ereignete sich Anfang März 2020 ein Superverbreitungsereignis im österreichischen Ischgl mit über 600 Infizierten. Viele reisten anschließend in ihre überwiegend europäischen Heimatländer zurück (siehe: COVID-19-Pandemie in Ischgl). Im Juni 2020 wurde bekannt, dass 42,4 Prozent der Bevölkerung Ischgls Antikörper gegen das Virus gebildet hatten, der bis dahin weltweit höchste publizierte Wert. Nur bei 15 Prozent derjenigen, deren Antikörpertest positiv war, war vorher COVID-19 diagnostiziert worden. Zu Beginn der COVID-19-Pandemie in den Vereinigten Staaten trafen sich am 10. März 2020 die Mitglieder eines 61-köpfigen Chores für zweieinhalb Stunden zu einer Chorprobe in einer Kirche in Mount Vernon (Washington), unterbrochen von Zwischenmahlzeitpausen. Einer der Sänger zeigte seit drei Tagen Erkältungssymptome und war, wie sich später herausstellte, an COVID-19 erkrankt. In den Wochen danach erkrankten 53 Chormitglieder an COVID-19, drei davon kamen in ein Krankenhaus und zwei starben an den Folgen der Infektion.
In der Heinsbergstudie wird von Superverbreitungsereignissen mit SARS-CoV-2 bei Karnevalsveranstaltungen berichtet, bei denen eine hochsignifikante Zunahme der Infektionsrate und der Anzahl der Symptome bei den Veranstaltungsteilnehmern festgestellt wurde. Da erwiesen ist, dass ganz allgemein die Rate der Partikelemission und Superemission beim Sprechen mit der Lautstärke zunimmt, und da laute Stimmen und Singen bei solchen Veranstaltungen üblich sind, wird davon ausgegangen, dass eine höhere Viruslast die höhere Intensität der Symptome und damit schwerere klinische Verläufe verursacht hat. Ergebnisse aus experimentellen Studien über Influenzainfektionen haben gezeigt, dass der Symptomwert von der verabreichten Virusdosis abhängt. Ähnliche Beobachtungen wurden bei MERS-CoV und SARS-CoV-1 gemacht.
Die Proteste gegen Schutzmaßnahmen zur COVID-19-Pandemie in Deutschland in Leipzig besuchten Mitte November rund 20.000 bis 40.000 Menschen („Querdenker“, Verschwörungsideologen, Esoteriker, Rechtsextreme, „Reichsbürger“ und allgemeine Kritiker der Corona-Politik); am 18. November demonstrierten sie in Berlin und drangen zum Teil in das Reichstagsgebäude ein. Viele von ihnen ignorierten dabei Maskenpflicht und Mindestabstände. Eine Studie des Zentrums für Europäische Wirtschaftsforschung in Mannheim und der Humboldt-Universität zu Berlin kam zu dem Schluss, dass durch das Absagen der Kundgebungen bis Weihnachten 2020 zwischen 16.000 und 21.000 SARS-CoV-2-Infektionen hätten verhindert werden können.
Passagiere und Crew-Mitglieder des Kreuzfahrtschiffs Diamond Princess, das im Februar 2020 im japanischen Hafen Yokohama unter Quarantäne stand, infizierten sich bei einer Person, die in Hongkong von Bord ging, mit SARS-CoV-2, so dass es am Ende 712 Infizierte an Bord gab, von denen 7 starben, bei 3711 Personen insgesamt (siehe Hauptartikel COVID-19-Pandemie auf Schiffen).